# Sinopoda serpentembolus
Sinopoda serpentembolus là một loài nhện trong họ Sparassidae. S. serpentembolus được miêu tả năm 2007 bởi Zhang et al..